# 一宮里菜
一宮 里菜（いちみや りな、1987年6月2日 - ）は、日本のタレントである。石川県出身。血液型はO型。半年間、トミーズアーティストカンパニーに所属していた。

## 人物
- 身長：167cm B80・W58・H85
- 趣味・特技：運動・映画鑑賞、卓球・和太鼓・バスケットボール・カヌー・水泳

## 出演

### ドラマ
- 恋愛診断 第3章「制服のイブ」（テレビ東京）沙耶香役
- 牛に願いを Love&Farm 2話・4話（フジテレビ）女子大生・ゆき役